# Propiverin
Propiverin ist ein Arzneistoff, der als Anticholinergikum und Spasmolytikum eingesetzt wird.

## Verwendung
Propiverin gehört zur Gruppe der neurotrop-muskulotropen Spasmolytika. Es wird deshalb in der Urologie bei (Drang-)Inkontinenz und erhöhter Miktionsfrequenz (übermäßig häufige Entleerung der Harnblase) verwendet.

## Wirkungsweise
Propiverin besitzt eine zweifache Wirkung:
- eine anticholinerge Wirkung, d. h. eine kompetitiv hemmende Wirkung auf die Acetylcholin-vermittelte Erregungsübertragung am Muscarin-Rezeptor, wie Atropin (neurotrope Wirkung) und
- eine direkt krampflösende Wirkung auf die glatte Muskulatur, vergleichbar mit Papaverin, die durch Hemmung des Calcium-Einstroms durch die Calcium-Kanäle vom L-Typ in den Muskelzellen der glatten Muskulatur zustande kommt (muskulotrop Wirkung).

## Pharmakokinetik
Auf Grund seiner im Vergleich zu den anderen neurotrop-muskulotropen Spasmolytika langen Halbwertszeit von 14 bis 20 Stunden ist eine zweimal tägliche Einnahme ausreichend.

## Nebenwirkungen
Bei der Anwendung kann es zu Müdigkeit, Störungen der Magen-Darm-Funktionen, Mundtrockenheit, Blutdruckabfall mit Schwindelerscheinungen und bei hohen Dosierungen zur Abnahme der Schweißdrüsensekretion (Wärmestau, Hautrötung) kommen.

## Handelsnamen
Monopräparate
Mictonetten (DE, CZ, SK), Mictonorm (DE, CZ, SK, BE, GR, IT, TR), Mictonorm Uno (DE), Detrunorm (UK, SI, HR), Detrunorm XL (GB, IE, HR)